# Biggie & Tupac
Biggie & Tupac er en dokumentarfilm fra 2002, om rapikonerne The Notorious B.I.G. og Tupac Shakur, instrueret af Nick Broomfield. Filmen undersøger drabene på de to ikoner, som nogle hævder blev organiseret af Suge Knight, lederen af Death Row Records. Filmen, undersøger også LAPD's rolle i sagen, samt deres efterfølgende efterforskning. Dokumentaren havde premiere den 11. januar, 2001 under Sundance Film Festival.
Filmen interviewer flere personer, som kendte de to rappere og undersøger en flere oplysninger om deres liv. Filmen er baseret på forskellige vidneudsagn og stiller spørgsmål, om de faktiske omstændigheder unde rpolitiets efterforskning af sagen.
Filmen kommer ikke med et svar på hvem der dræbte ham. I et BBC-radiointerview den 7. marts, 2005 da Bloomfield, blev spurgt om spørgsmålet "Hvem dræbte Tupac?" svarede han (citerede Snoop Dogg) "Den store fyr ved siden af ham i bilen... Suge Knight."
En, af filmens oprindelige distributører trak sig pga. frygt for hævn fra Death Row Records, som var kendt for sine "tvivlsomme metoder". Desuden nægtede en kamera-kvinde at følge instruktøren Nick Broomfield under et interview med Suge Knight, mens han sad i fængsel.
Filmens, koncept er baseret på, en af instruktørens tidligere film fra 1998, ved navn Kurt and Courtney, som handler om forholdet mellem Courtney Love og Kurt Cobain, samt årsagen til hans død.

## Medvirkende
- The Notorious B.I.G. (arkivoptagelser)
- Tupac Shakur (arkivoptagelser)
- Nick Broomfield
- Russell Poole
- David Hicken
- Billy Garland
- Voletta Wallace, Biggie's mor
- Mopreme
- Kevin Hackie
- Reggie Wright Sr.
- Frank Alexander
- Sonia Flores
- Marshall Bigtower
- Don Seabold
- Mark Hyland
- Lil' Cease
- Marion "Suge" Knight
- Joe Clair (arkivoptagelser)
- Sean "P. Diddy" Combs (arkivoptagelser)
- Gene Deal
- Snoop Dogg (arkivoptagelser)
- Kidada Jones (arkivoptagelser)
- Rafael Perez (arkivoptagelser)
- Dan Quayle (arkivoptagelser)
- Afeni Shakur, mor til Tupac (arkivoptagelser)
- Mike Tyson (arkivoptagelser)